# غوک‌های چاتکوویتسه
غوک‌های چاتکو (نام علمی: Czatkobatrachus) نام یک سرده از فراراسته پرشگرسانان است.